# 하다우백질 화강편마암
하다우백질 화강편마암(下茶優白質 花崗片麻巖, Hada leucogranite gneiss/Hada leucocratic granite gneiss)은 울진군 기성면 다천리 하다 마을을 표식지로 하여 영남 육괴 북동부 울진군 지역에 소규모 분포하는 우백질 화강편마암이다. 

## 개요
울진군 기성면 다천리 하다 지역을 표식지로 하여 기성면 정명리, 다천리 북부, 평해읍 오곡리, 매화면 길곡리와 기성면 이평리, 온정면 외선미리의 경계 지역과 후포면 후포리, 평해읍 학곡리의 경계 지역에 소규모 분포하며 대개 동-서 방향으로 원남층군 원남층을 관입하였고 평해화강편마암과의 관계는 점이적이거나 단층으로 접촉한다. 하다우백질 화강편마암은 우백질 거정화강편마암(leuco-pegmatitic gneiss), 우백질 화강편마암과 반화강암질(aplitic) 편마암으로 구성되며 대체로 유백색이고 괴상이나 다소 엽리가 발달한다. 또한 원남층 내에서도 페그마타이트질 내지 반화강암질(aplitic)로 나타난다.

## 절대 연령
김남훈 외(2009)는 1959±28 Ma (고원생대 오로세이라기)의 SHRIMP U-Pb 저어콘 연대를 보고하였다.

## 사진
울진군 기성면 다천리 지역의 하상(북위 36° 48′ 04.0″ 동경 129° 25′ 14.1″ / 북위 36.801111°  동경 129.420583° )에서 하다우백질 화강편마암을 관찰할 수 있다.
하다우백질 화강편마암
- 울진군 기성면 다천리 산 147, 정다이로 도로변
- 울진군 기성면 다천리 산 5

## 같이 보기
- 임원 우백질 화강암
- 평해화강편마암
- 분천화강편마암
- 원남층군
- 평해층군
- 울진군의 지질
- 영남 지괴/영남 육괴